# 嘉門達夫全曲集
『嘉門達夫全曲集』（かもんたつおぜんきょくしゅう）は、嘉門タツオ（旧名・嘉門達夫）の2枚目のベスト・アルバム。1989年12月1日に日本コロムビアから発売された。

## 概要
前作『バルセロナ』の1か月後に発売された。
日本コロムビア時代に発表された全シングル曲とアルバム曲からの選曲。発売順で収録されている。

## 収録曲

### DISC 1
1. ヤンキーの兄ちゃんのうた
作詞作曲・編曲：嘉門達夫
1枚目のシングル。
2. ゆけ!ゆけ!川口浩!!
作詞：嘉門達夫・青木一郎、作曲：嘉門達夫、編曲：新田一郎
2枚目のシングル。
3. アホが見るブタのケツ
作詞・作曲：嘉門達夫、編曲：新田一郎
3枚目のシングル。
4. あったらコワイセレナーデ2
作詞・作曲：嘉門達夫、編曲：新田一郎
3枚目のシングル「アホが見るブタのケツ」のB面。
5. 業界人間ベム
作詞・作曲：嘉門達夫、編曲：矢口博康
アルバム『お調子者で行こう』収録曲。
6. 涙のモデルはギザギザハート 〜いかにも私はモデルです〜
作詞・作曲：嘉門達夫、編曲：森雪之丞・大村憲司
アルバム『お調子者で行こう』収録曲。
7. トキメキのオバンチュール
作詞・作曲：嘉門達夫、編曲：加瀬邦彦、コーラスアレンジ：植田芳暁
アルバム『お調子者で行こう』収録曲。
8. 私はバッテラ
作詞：ますやまみのる、作曲：嘉門達夫、編曲：竜崎孝路
アルバム『お調子者で行こう』収録曲。
9. ツッコミドレミファ・ドン
作詞・作曲：嘉門達夫、編曲：戸田誠司
アルバム『お調子者で行こう』収録曲。
10. 哀愁の黒乳首
作詞・作曲：嘉門達夫、編曲：新田一郎
4枚目のシングル (両A面)。
11. ペンション
作詞・作曲：嘉門達夫、編曲：戸田誠司
4枚目のシングル (両A面)。
12. ユカイなモッコリ
作詞・作曲：嘉門達夫、編曲：戸田誠司
5枚目のシングル。
13. 人が仕事をしてるのに
作詞・作曲：嘉門達夫、編曲：難波弘之
アルバム『日常 〜COM'ON! 超B級娯楽音楽〜』収録曲。
14. 街角
作詞・作曲：嘉門達夫、編曲：若草恵
アルバム『日常 〜COM'ON! 超B級娯楽音楽〜』収録曲。

### DISC 2
1. ほっといてくれよ!
作詞・作曲：嘉門達夫、編曲：新田一郎
アルバム『日常 〜COM'ON! 超B級娯楽音楽〜』収録曲。7枚目シングル「小市民」のB面。
2. 日常
作詞・作曲：嘉門達夫、編曲：難波弘之
アルバム『日常 〜COM'ON! 超B級娯楽音楽〜』収録曲。
3. タンバでルンバ
作詞・作曲：嘉門達夫、編曲：新田一郎
6枚目のシングル。
4. ウシ
作詞：嘉門達夫・水野重之、作曲：嘉門達夫、編曲：新田一郎
6枚目のシングル「タンバでルンバ」のB面。
5. AWAN AWAN!!
作詞：杉本つよし、作曲：嘉門達夫、編曲：渡辺茂樹、ゲスト：小倉久寛
8枚目のシングル「小市民2」のB面。
6. 遥かなる小市民へ (インストルメンタル)
作曲・編曲：渡辺茂樹
アルバム『小市民大全集』収録曲。
7. 小市民
作詞・作曲：嘉門達夫、編曲：渡辺茂樹、ゲスト：小倉久寛
7枚目のシングル。
8. 小市民 -授業・給食篇-
作詞・作曲：嘉門達夫、編曲：渡辺茂樹
アルバム『小市民大全集』収録曲。
9. 小市民 -遠足篇-
作詞・作曲：嘉門達夫、編曲：渡辺茂樹
アルバム『小市民大全集』収録曲。
10. 小市民 -運動会篇-
作詞・作曲：嘉門達夫、編曲：渡辺茂樹
アルバム『小市民大全集』収録曲。
11. 小市民 -グッズ篇-
作詞・作曲：嘉門達夫、編曲：渡辺茂樹
アルバム『小市民大全集』収録曲。
12. 小市民 -食生活篇-
作詞・作曲：嘉門達夫、編曲：渡辺茂樹
アルバム『小市民大全集』収録曲。
13. 小市民 -乗り物篇-
作詞・作曲：嘉門達夫、編曲：渡辺茂樹
アルバム『小市民大全集』収録曲。
14. 小市民 -お酒篇-
作詞・作曲：嘉門達夫、編曲：渡辺茂樹
アルバム『小市民大全集』収録曲。
15. 小市民 -夜の生活篇-
作詞・作曲：嘉門達夫、編曲：渡辺茂樹
アルバム『小市民大全集』収録曲。
16. 小市民 -結婚式篇-
作詞・作曲：嘉門達夫、編曲：渡辺茂樹
アルバム『小市民大全集』収録曲。
17. 小市民 -会話篇-
作詞・作曲：嘉門達夫、編曲：渡辺茂樹
アルバム『小市民大全集』収録曲。
18. 小市民2
作詞・作曲：嘉門達夫、編曲：渡辺茂樹、ゲスト：小倉久寛
8枚目のシングル。アルバム『小市民大全集』収録ヴァージョン。